# Skiduim
De skiduim is een letsel van het ligamentum collaterale ulnare van het onderste gewrichtje van de duim (MCP-I-gewricht). Ongeveer 5 tot 10% van alle skiletsels bestaat uit dit letsel en daarmee is het het meest voorkomende armletsel bij skiërs.
Het letsel wordt ook wel gamekeeper’s thumb of jachtopzienerduim genoemd. De laatste benaming stamt nog uit de tijd van de koningen en de jachtopzieners. Als de koning had gejaagd, was het de taak van de jachtopziener om de geschoten vogels de nek om te draaien. Als deze ‘handomdraai’ vaak nodig was, kon de duim geblesseerd raken. Aangezien de tijd van de koningen en de jacht wel voorbij is, wordt er nu een naam gebruikt, die meer bij de realiteit van alledag past: de skiduim.

## Functionele anatomie
Het eerste CMC-gewricht is een zadelgewricht. Het proximale gewrichtsvlak wordt gevormd door het os trapezium, wat articuleert met het eerste middenhandsbeentje. Het os trapezium heeft dorsaal een tuberculum, waarlangs aan de mediale zijde de pees van de musculus flexor carpi radialis loopt. Proximaal van het os trapezium ligt het os scaphoideum. Zo wordt de eerste straal gevormd.
Het zadelgewricht verloopt concaaf in radio-ulnaire richting en convex in dorsovolaire richting. Het gewricht is niet geheel symmetrisch: het gewrichtsvlak loopt voornamelijk aan de volaire zijde van de hand. Door het zadelgewricht is ab- en adductie van de duim mogelijk, evenals oppositie en repositie. Bovendien kan een circumductie worden uitgevoerd.
Het eerste MCP-gewricht is anders van de andere MCP-gewrichten door de aanwezigheid van sesambotjes, door de aanwezigheid van de insertie van de thenarmusculatuur en doordat het gewricht relatief minder mobiel is dan de andere MCP-gewrichten. Dit kan verklaard worden door het doel van het gewricht: het stabiliseren van de duim in de power grip. Het gewrichtskapsel wordt gevormd door de ligamenta collateralia aan beide kanten: het ligamentum collaterale ulnare en het ligamentum collaterale radiale.
Het ligamentum collaterale ulnare verbindt het eerste middenhandsbeentje met de proximale falanx van de duim en heeft voornamelijk als functie dat het MCP-I-gewricht gestabiliseerd wordt bij de power grip van de duim.

## Pathologie
Bij de oorzaak van het letsel aan het ligamentum collaterale ulnare moet een tweedeling gemaakt worden tussen acuut letsel en chronisch letsel.
De oorzaak van het acute letsel is een harde radiaalwaarts gerichte kracht op het MCP-I-gewricht. Dit kan tijdens tal van sporten gebeuren. Door de kracht op het gewricht wordt het ligamentum collaterale ulnare beschadigd. Afhankelijk van de aard van het letsel kan er een volledige ruptuur van het ligament optreden, inclusief avulsie, tot aan een verrekking met een intact ligament. Bij skiërs wordt het letsel vaak veroorzaakt door een val, waarbij de duim achter de skistok blijft hangen. Andere sporters, zoals volleyballers of voetballers, kunnen dit letsel oplopen door een bal met hoge snelheid tegen een uitgestrekte duim te krijgen. Bij sporten met een stok, zoals hockey, komt het letsel voor op dezelfde manier als bij skiërs: de stok blijft hangen achter de duim.
De oorzaak van het chronische letsel ligt in repetitieve rek. Uiteindelijk leidt uitrekking van het ligament tot een instabiel MCP-gewricht. Hierdoor kunnen degeneratieve veranderingen aan het gewricht ontstaan, wat tot pijnklachten en functiebeperking kan leiden.

## Kliniek

### Anamnese
Een trauma in de voorgeschiedenis wordt vaak gemeld door de patiënt. De patiënt klaagt over pijn en zwelling aan de ulnaire zijde van het MCP-I gewricht. Als er instabiliteit van het gewricht is opgetreden, zal de patiënt zwakte in de power grip van de duim aangeven. Kenmerkend is dan dat de patiënt moeite heeft met het opendraaien van een pot of het omdraaien van een ronde deurknop.

### Lichamelijk onderzoek
Inspectie en palpatie:
- Bij inspectie kan er een verkleuring aan de ulnaire zijde van het gewricht worden waargenomen. Verder is het gewricht vaak gezwollen. Ecchymosen en een sterke zwelling zijn bij een acuut letsel verdacht voor een ernstig letsel.
- De locatie die de patiënt met één vinger aanwijst, is de locatie van het letsel. Meestal is het letsel distaal gelokaliseerd, bij de insertie van de pees aan de proximale falanx.

Bewegingsonderzoek:
- De oppositiekracht van de duim kan sterk verminderd zijn. Verder kan bij het bewegingsonderzoek de duim naar radiaal deviëren.
- Een valgusstresstest is noodzakelijk om de ernst van het letsel vast te stellen. Wanneer de pijn continu aanwezig is, dus ook in rust, is het ligament zeer waarschijnlijk uitgerekt. Een partiële ruptuur geeft toenemende pijn bij beweging en laxiteit van het gewricht. Typisch is dat de laxiteit van het gewricht niet meer dan dertig graden bedraagt, of dat de laxiteit niet meer dan vijftien graden verschilt van de contralaterale zijde. Bij een volledige ruptuur is de laxiteit meer dan dertig graden of het verschil tussen beide duimen meer dan vijftien graden.
- Bij ernstige pijn kan de valgusstress niet uit te voeren zijn. Het is dan noodzakelijk om het gewricht te verdoven en zo de laxiteit te testen.
- De duim kan niet in negentig graden flexie worden gebracht.

### Aanvullend onderzoek
Bij een acuut letsel is het belangrijk om röntgenfoto's te nemen van de duim. Een skiduim gaat vaak gepaard met een avulsiefractuur aan de volaire basis van de proximale falanx. Verder is het belangrijk om mogelijke andere fracturen in beeld te brengen.
In de chronische fase worden valgusstressfoto’s van het MCP-I gewricht gemaakt. Hierdoor kan de ernst van het letsel nauwkeurig bepaald worden.
Over de aanvullende waarde van MRI en echo wordt nog gediscussieerd in de literatuur.

### Differentiaal diagnose
- Metacarpaalfractuur. Een fractuur van het metacarpium kan moeilijk te onderscheiden zijn van een ligamentletsel. Een AP- en laterale röntgenfoto geeft hierbij uitsluitsel. Bedenk goed dat dit letsel een ligamentletsel niet uitsluit.
- Metacarpofalangeaalgewrichtdislocatie. Functiebeperking staat veel meer op de voorgrond in de anamnese. Bij het lichamelijk onderzoek kan de dislocatie soms worden gevoeld. Bij twijfel geeft een röntenfoto uitsluitsel. Ook dit letsel sluit een ligamentletsel niet uit.
- Fractuur van de falanx. De pijn wordt meestal op een andere plaats gelokaliseerd. Een röntgenfoto geeft duidelijkheid.

## Behandeling

### Acute fase
Direct na het letsel moet het ICE (Immobilisation, Cooling, Elevation)-principe toegepast worden. Verder is het belangrijk om te besluiten of er een indicatie is voor chirurgie. De verschillende indicaties voor chirurgische interventie zijn:
- Een volledige ruptuur van het ligamentum collaterale ulnare, aangetoond door een instabiliteit van het gewricht van meer dan dertig graden of door een verschil van meer dan vijftien graden tussen het aangedane gewricht en het contralaterale gewricht.
- De aanwezigheid van een fractuur die gedislokeerd of geroteerd is, of intra-articulair loopt.
- De aanwezigheid van een stenerlaesie. Wanneer er een volledige ruptuur van het ulnaire collaterale ligament is, kan de musculus adductor pollicis tussen de twee delen van het ligament liggen. Als dit niet adequaat wordt behandeld, kan dit leiden tot instabiliteit van het gewricht.

De chirurgische behandeling bestaat uit re-insertie van het ligament op het bot. Bij een avulsiefractuur wordt het botfragment weggehaald als het uit minder dan 15% van het gewrichtsvlak bestaat.
De conservatieve behandeling bestaat uit een goede immobilisatie van het gewricht. Dit gebeurt door een gipsverband van de hand en de onderarm aan te leggen, waarbij het MCP-gewricht in twintig graden flexie staat met een milde ulnaire deviatie om spanning op het ligament te voorkomen. Het gipsverband moet drie tot vier weken gedragen worden.
Bij een mild letsel kan een spalk worden gedragen of kan het gewricht worden ingetapet.

### Herstelfase
Na chirurgie wordt een gipsverband aangelegd, dat de pols en duim voor vier tot vijf weken immobiliseert. Hierna moet de patiënt nog twee weken een spalk dragen. Dit moet ook bij de conservatieve behandeling. Tijdens het dragen van de spalk moeten enkele malen per dag spierversterkende oefeningen gedaan worden. Het is echter belangrijk dat gecontroleerd is of het gewricht weer stabiliteit heeft bereikt.

### Medicatie
Pijnstillers kunnen gegeven worden. NSAID's verminderen tijdens de acute fase de eventuele ontstekingsverschijnselen.

## Conclusie
Een letsel van het ligamentum collaterale ulnare komt relatief vaak voor. In de acute fase wordt de diagnose snel gemist, wat kan leiden tot instabiliteit het MCP-I-gewricht. Een tijdige en juiste behandeling kan instabiliteit voorkomen.